# GI Большой Медведицы
GI Большой Медведицы (лат. GI Ursae Majoris), HD 81383 — одиночная переменная звезда в созвездии Большой Медведицы на расстоянии приблизительно 2503 световых лет (около 768 парсеков) от Солнца. Видимая звёздная величина звезды — от +8,12m до +7,86m.

## Характеристики
GI Большой Медведицы — красная пульсирующая полуправильная переменная звезда типа SRB (SRB) спектрального класса Ma.